# ChemMedChem
ChemMedChem (abrégé en ChemMedChem) est une revue scientifique à comité de lecture qui publie des articles à l'interface de la chimie, de la biologie et de la médecine.  Le journal, qui fait suite au journal italien Il Farmaco, est détenu par l'Editorial Union of Chemical Societies (EUChemSoc), une organisation qui regroupe 14 sociétés européennes de chimie.
D'après le Journal Citation Reports, le facteur d'impact de ce journal était de 3,046 en 2013. Les directeurs de publication sont Rainer Metternich et Giorgio Tarzia.